# Петин, Владимир Николаевич
Владимир Николаевич Петин (род. 6 апреля 1949, город Днепропетровск, теперь Днепр Днепропетровской области) — украинский деятель, председатель колхоза имени ХХІІ съезда КПСС Генического района Херсонской области. Кандидат сельскохозяйственных наук. Народный депутат Украины 1-го созыва.

## Биография
Родился в крестьянской семье.
В 1966—1971 годах — студент Херсонского сельскохозяйственного института, ученый агроном.
В 1971—1979 годах — агроном колхоза «Грузия» Генического района Херсонской области.
В 1979—1982 годах — аспирант Украинского научно-исследовательского института оросительного земледелия в городе Херсоне. В 1982—1983 годах — старший научный сотрудник Украинского научно-исследовательского института оросительного земледелия в городе Херсоне.
В 1983 году защитил кандидатскую диссертацию «Режим орошения и водопотребление семенной люцерны на песчаных землях Нижнего Днепра».
В 1983—1987 годах — заместитель председателя колхоза по кормопроизводству, главный агроном колхоза «Грузия» Генического района Херсонской области.
Член КПСС с 1986 по 1991 год.
С 1987 года — 1-й заместитель председателя Генического РАПО, начальник отдела по производству и переработке продуктов растениеводства; председатель колхоза имени ХХІІ съезда КПСС Генического района Херсонской области.
4.03.1990 избран народным депутатом Украины, 1-й тур 55,47 % голосов, 2 претендента. Входил в группы «Аграрии», «Земля и воля». Член Комиссии ВР Украины мандатной и по вопросам депутатской этики.
Награждён медалью.